# 1791 en France
Chronologie de la France
- 1787
- 1788
- 1789
- 1790
- 1791
- 1792
- 1793
- 1794
- 1795

Cette page concerne l'année 1791 du calendrier grégorien.

## Événements

### Janvier
- 7 janvier : loi sur les brevets d'invention (ou « patentes »)[1].
- 13 et 19 janvier : décret relatif aux spectacles. Loi sur le droit des auteurs sur la représentation de leurs œuvres de leur vivant et cinq ans post portem au profit de leurs héritiers[2].
- 27 janvier : émeute à Paris contre le club monarchique[3]. Manifestation devant l'hôtel de Clermont-Tonnerre.
- 30 janvier-14 février : Mirabeau est élu président de l’Assemblée nationale[4].

### Février
- 13 février :
  - combat de Vannes. Affrontement entre des paysans venus défendre l'évêque et les patriotes de la garde nationale de Lorient[5].
  - décret supprimant les jurandes, maîtrises, corporations, et créant les patentes[3].
- 16 février : loi relative à l'organisation de la Gendarmerie nationale[6].
- 21 février :
  - départ en exil à Turin de Mesdames, (Marie Adélaïde et Victoire, filles de Louis XV et tantes du roi. Elles sont huées lors de leur passage à Pont-de-Beauvoisin[7].
  - Jean-Baptiste Massieu, député du clergé du bailliage de Senlis aux États généraux, est élu, à Beauvais, évêque constitutionnel du département de l'Oise par 193 voix sur 331[8].

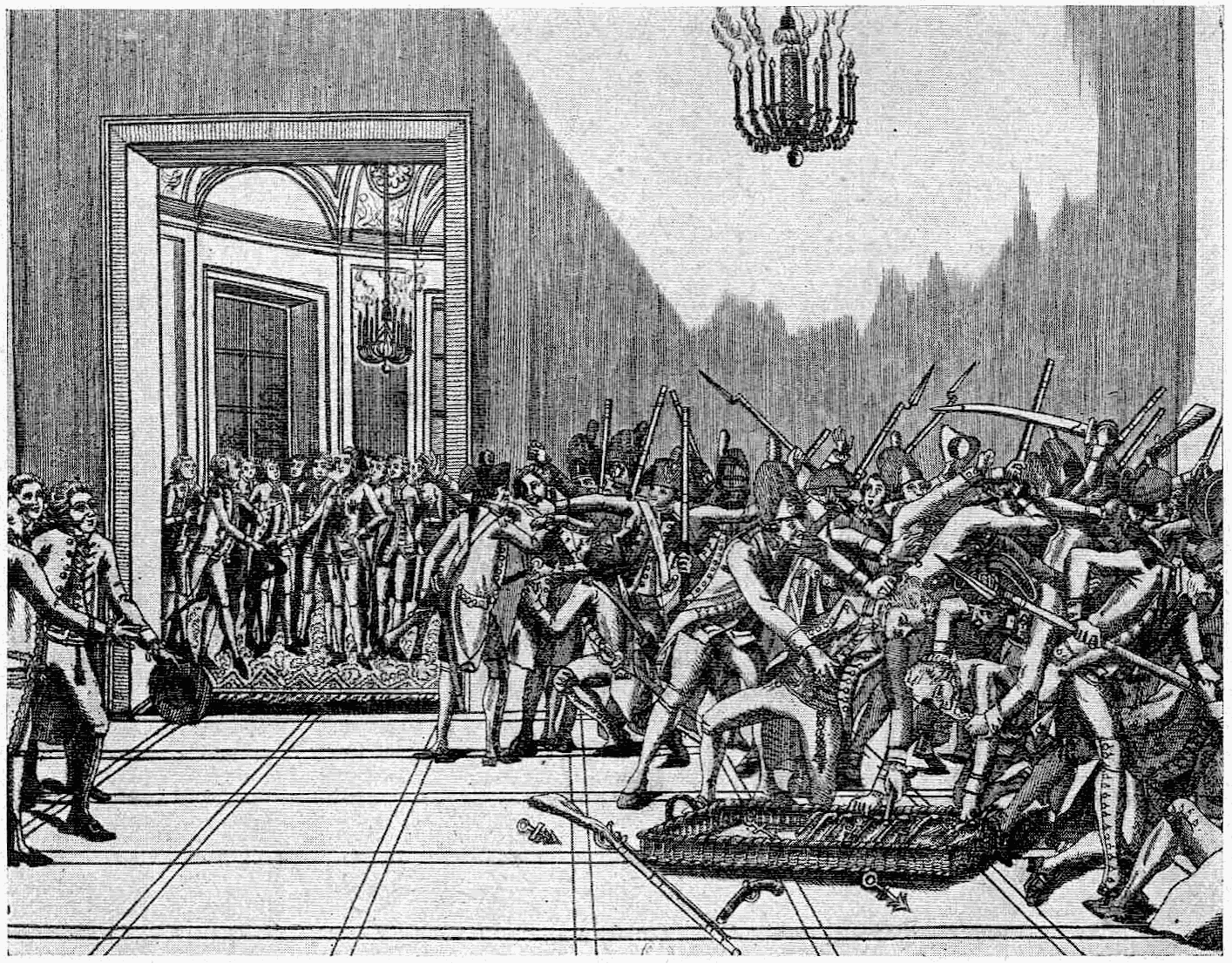
Les chevaliers du poignard désarmés en présence de Louis XVI

- 28 février : conspiration des chevaliers du poignard[9].

### Mars
- 2 et 17 mars : la loi d'Allarde supprime les corporations, proclame le principe de la liberté du commerce et de l'industrie, et instaure la contribution des patentes[10].
- 4 mars : insurrection à Port-au-Prince[3]. Le chevalier Mauduit du Plessis est assassiné.
- 5 mars : suppression de la ferme et de la régie générales[3].
- 10 mars : bulle Quod aliquantum ; le pape repousse la Constitution civile du clergé et rappelle à Louis XVI le serment du sacre[11].
- 15 mars : rupture des relations diplomatiques de la France avec le Saint-Siège[12]. Le nonce à Paris Antonio Dugnani est rappelé le 31 mai et son auditeur expulsé le 13 juin[13].

### Avril

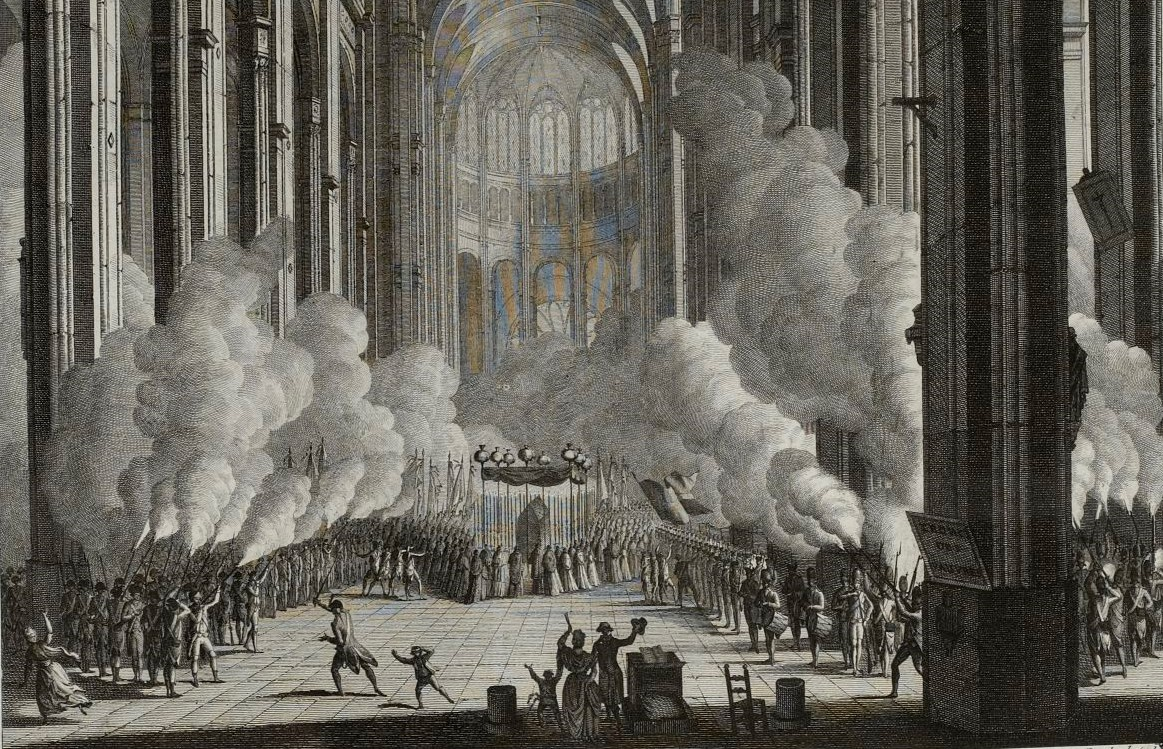
Pompe funèbre de Mirabeau en l'église Saint-Eustache, (musée de la Révolution française).

- 2 avril : décès de Mirabeau[14]. Les conseillers de la Cour seront Barnave, Duport et Lameth.
- 4 avril : la Constituante adopte le décret qui se termine par « aux grands hommes la patrie reconnaissante » (cette dédicace fut ensuite inscrite sur le fronton du bâtiment), prévoyant que les grands hommes de la France seraient inhumés au Panthéon de Paris, dans l'église Sainte-Geneviève, transformée[3].
- 13 avril : le pape condamne la Constitution civile du clergé comme schismatique et hérétique[15].
- 18 avril : une foule composée de parisiens empêche le roi et la reine de quitter les Tuileries pour se rendre à Saint-Cloud sous le prétexte de « faire leurs Pâques ». C'est cet événement qui persuade Louis XVI qu'il n'est plus libre et il envisage sa fuite[16].
- 21 avril : démission de La Fayette de la Garde nationale. Il est aussitôt rappelé par la majorité des membres de la garde nationale[17].
- 22 avril  : création par décret des bataillons de volontaires nationaux[18].

### Mai
- 1er mai : suppression de l'octroi à Paris[19].
- 3 mai : l'effigie du pape est brûlée à Paris, dans l'enceinte du Palais-Royal[3].
- 15 mai : décret admettant l'égalité des droits avec les blancs pour les hommes de couleur nés de parents libres[3].
- 16 mai : décret portant que les membres de l'Assemblée nationale ne pourront être réélus à la prochaine législature[3].
- 18 mai : déclaration de Pavie. L'empereur Léopold II annonce son intention d'agir de concert avec d'autres puissances, contre les desseins à redouter de la politique française[3].
- 27 mai : décret relatif à l'organisation de la « régie nationale des droits d'enregistrement et autres droits y réunis »[20].

### Juin

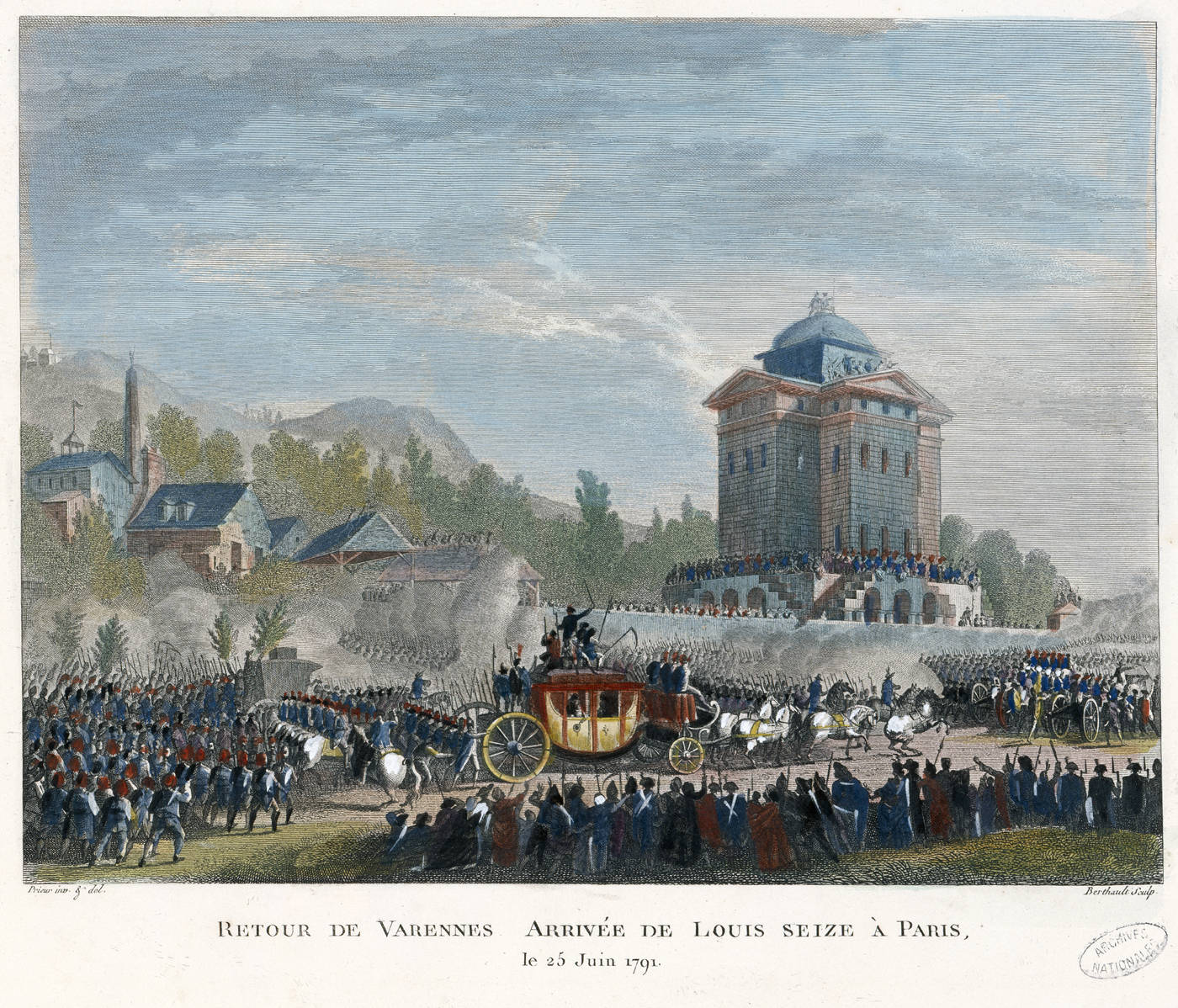
Retour de Varennes. Arrivée de Louis XVI à Paris, le 25 juin 1791 (Duplessi-Bertaux d'après un dessin de J-L Prieur).

- 1er juin : décret abolissant toute espèce de torture et déclarant que la décollation sera désormais le seul supplice en usage pour les condamnés à la peine capitale[3].
- 2 juin : sanction donnée par Louis XVI à divers décrets contre lesquels il proteste secrètement[3].
- 5 juin : décret qui retire au roi le droit de grâce[3].
- 11 juin : décret ordonnant au prince de Condé de rentrer en France sous peine de mise hors la loi et de confiscation[3].
- 13 juin : un décret permet de recruter au sein de la Garde nationale des volontaires pour participer à des conflits extérieurs[21].
- 14 juin : la loi Le Chapelier instaure la liberté d'entreprendre et proscrit les coalitions notamment ouvrières, interdiction de la grève (1791-1884)[14].
- 15 juin : création des bataillons de volontaires nationaux[22].
- 20 juin : fuite de la famille royale[14] (décision prise par le roi Louis XVI) ; le comte de Provence, frère du roi réussit à se réfugier en Belgique.
- 21 juin : arrestation de Louis XVI à Varennes[14].
- 25 juin : rentrée du roi à Paris[3].

### Juillet
- 9 juillet : décret qui enjoint aux émigrés de rentrer en France sous deux mois[3].

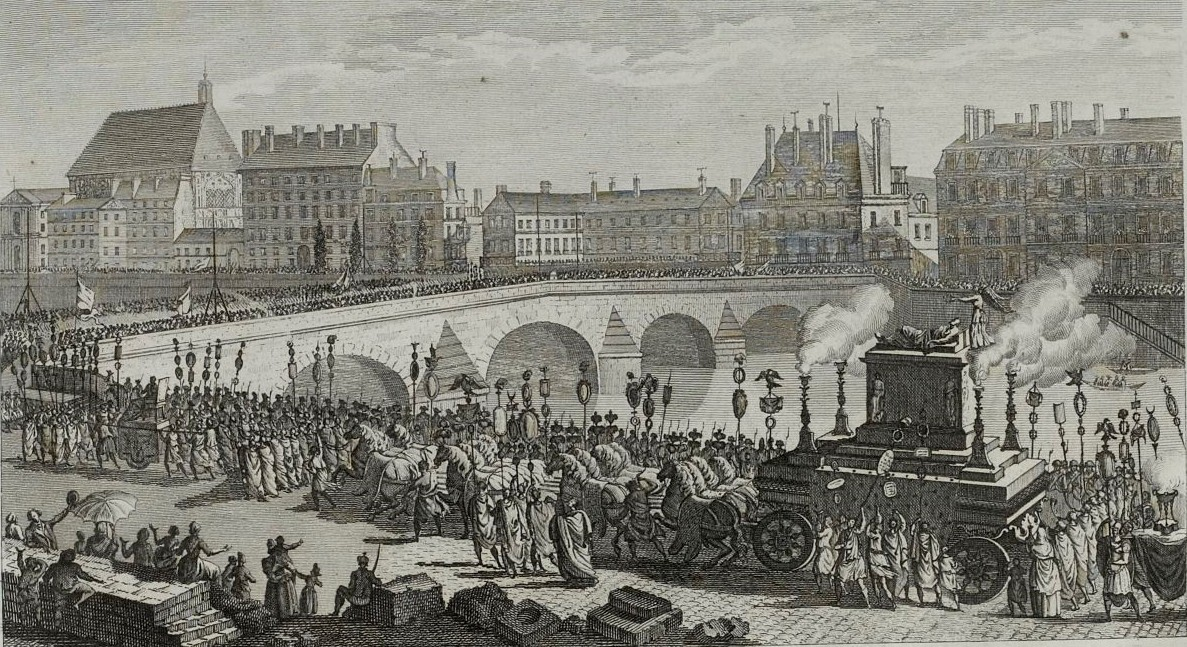
Voltaire au Panthéon, (Musée de la Révolution française).

- 11 juillet : treize ans après sa mort, la dépouille de Voltaire est transférée au Panthéon[3].
- 15 juillet : le roi est suspendu de ses fonctions jusqu'à ce qu'on lui ait présenté l'acte constitutionnel[3].
- 16 juillet : fondation du Club des Feuillants (Barnave, La Fayette, Sieyès, Beugnot, Pastoret, Girardin…) issus de la scission du club des Jacobins[23].

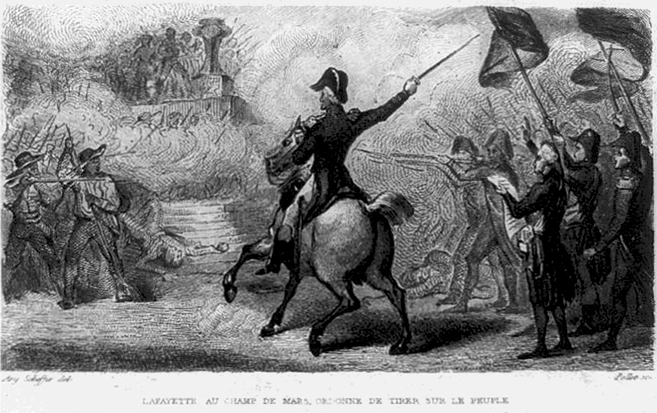
Lafayette fait tirer sur les membres du club des Cordeliers.

- 17 juillet : attroupement au Champ de Mars pour la signature d'une pétition demandant la déchéance du roi. Fusillade du Champ-de-Mars, qui marque la rupture entre la Constituante (La Fayette, Bailly) et les Sans-Culottes[10].
- 21 et 29 juillet : l’Assemblée crée l’institution des sourds-muets de naissance à Paris[24].
- 30 juillet : à l’initiative du député Armand-Gaston Camus, l’Assemblée constituante vote le décret supprimant les ordres de chevalerie, les décorations et les titres de noblesse ; les Français affiliés à un ordre de chevalerie installés à l’étranger sont déchus de leur nationalité[3].

### Août
- 22 août : insurrection à Saint-Domingue[3].
- 27 août : déclaration de Pillnitz[10]. Menaces des puissances à la France, si elle ne redonne pas à Louis XVI tous ses pouvoirs, à l’initiative de Léopold II.
- 29 août-5 septembre : Élections législatives[25] (60 à 75 % d’abstentions).

### Septembre
- 3 septembre :
  - achèvement de la Constitution, promulguée le 14, établissant la base légale de fonctionnement d’un régime monarchique représentatif[3]. Elle distingue les « citoyens actifs », 4,3 millions d'hommes qui possèdent des droits civiques, et les « citoyens passifs » qui ne peuvent pas participer aux élections ni d'être élus ; les femmes et les 3 millions d'hommes qui payent moins de trois journées de travail d'impôts directs sont exclus du suffrage censitaire[26].
  - lettre de la reine à son frère Léopold II, empereur du Saint-Empire : « La force armée a tout détruit ; il n'y a que la force armée qui puisse tout réparer »[27].
- 3-4 septembre : loi abolissant les passeports intérieurs comme contraires à la liberté individuelle[28]
- 12 septembre :
  - rattachement d'Avignon[29] et du Comtat Venaissin
  - l’Assemblée nationale instaure un service des postes pour toutes les routes de France et commande 120 malles-poste[30].
- 13 septembre : 
  - Louis XVI approuve la Constitution et prête serment[31].
  - décret d'amnistie pour les délits politiques[3].
- 14 septembre :
  - rattachement de la cité-état d'Avignon et du Comtat Venaissin, états pontificaux, à la France. Le roi va à l'Assemblée nationale, prêter serment de fidélité à la constitution[3].
  - Olympe de Gouges publie la Déclaration des droits de la femme et de la citoyenne[32].

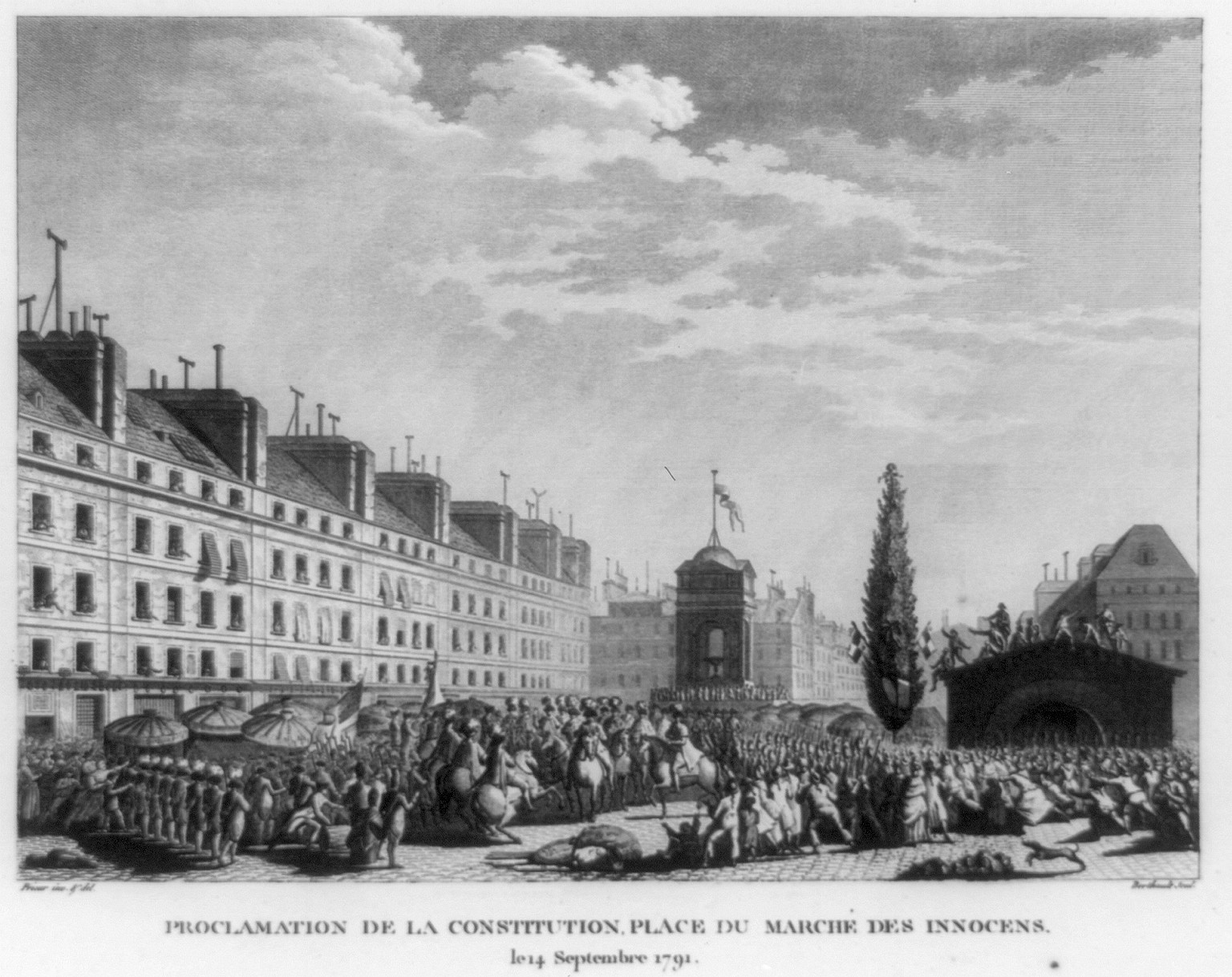
18 septembre : proclamation de la Constitution.

- 18 septembre : proclamation de la Constitution[31].
- 23 septembre : décret en complément des dispositions du 14 septembre créant le district de l’Ouvèze avec Carpentras pour chef-lieu, rattaché à la Drôme et le district de Vaucluse avec Avignon comme centre administratif, rattaché aux Bouches-du-Rhône[33], donnant ainsi satisfaction aux citoyens actifs de Carpentras qui avaient fait savoir solennellement le 17 septembre que leur assemblée « supporterait plutôt la mort que d'adhérer à l'union de cette ville avec l'état d'Avignon »[34]. Durant l'hiver 1791-1792, des combats violents opposent les milices d’Avignon et celles de Carpentras[35].
- 25 septembre et 6 octobre  : promulgation du code pénal[36].
- 27 septembre : les Juifs de France obtiennent tous les droits de citoyens, par un décret de la Constituante[37]. Ils sont tenus de renoncer à tout particularisme communautaire[26].
- 28 septembre : promulgation de la Loi sur l'émancipation des Juifs en France[38].
- 29 septembre : loi sur l'organisation de la garde nationale.
- 30 septembre : dissolution de l'Assemblée constituante[14].

### Octobre
- 1er octobre : ouverture de l'Assemblée législative et première réunion[14] (fin le 20 septembre 1792). Elle est composée de députés assez jeunes (les membres de la Constituante ne sont pas autorisés à se représenter), riches (régime électoral du marc d’argent). La droite est formée par le groupe des Feuillants (250 députés), qui suivent les triumvirs (Barnave, Duport, Lameth) et La Fayette. À gauche, les Jacobins (150 députés) sont dirigés par Brissot, Condorcet, Vergniaud, Guadet, Gensonné. Les discussions au Club des Jacobins influencent les débats à l’Assemblée (influence de Robespierre qui n’est pas député). Au centre, une majorité (350 députés) très attachée à la Constitution et à la Révolution, se présente comme indépendante, puisque non affiliée à un club.
- 9 et 11 octobre : émeutes dirigées contre les prêtres réfractaires à Paris[35].
- 14 octobre :
  - décrets rendant obligatoire l'appartenance à la Garde nationale pour tous les citoyens électeurs de 18 à 60 ans[39].
  - proclamation du roi aux émigrés pour les engager à se rallier à la nouvelle constitution[3].
  - institution du Comité d'instruction publique qui siège jusqu'au 28 août 1794[40].

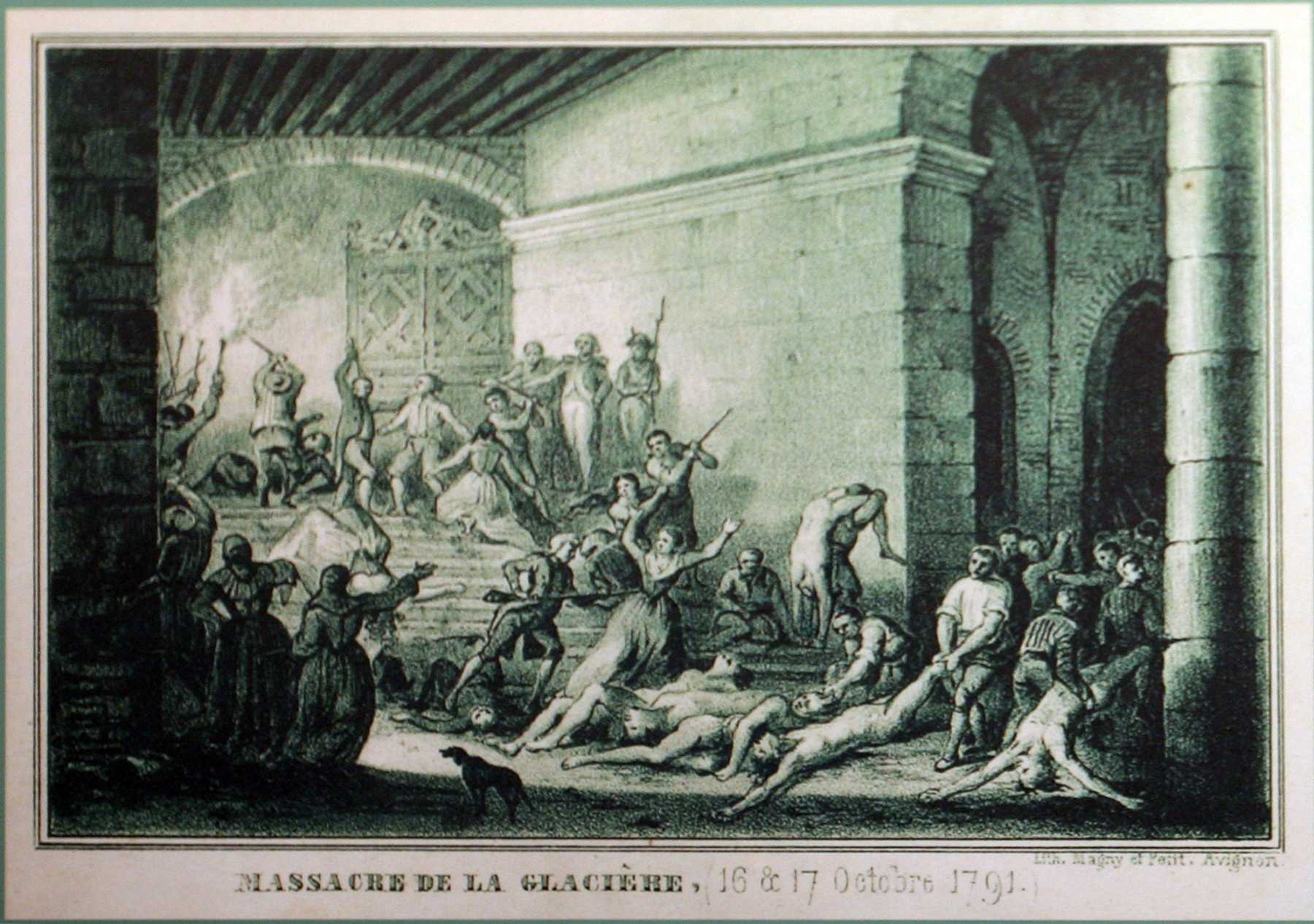
Massacre de la Glacière

- 16 et 17 octobre : massacres de la Glacière à Avignon[3].
- 31 octobre : le comte de Provence est menacé de la perte de ses droits à la succession s’il ne regagne pas la France[14].
- Après une récolte moyenne, les prix des grains recommencent à monter dès octobre. La hausse est liée à l’inflation provoqué par la circulation d’assignats et à la méfiance des paysans qui préfèrent stocker plutôt que de livrer leurs grains en échange d’une monnaie se dépréciant rapidement[35].

### Novembre
- 1er novembre : nouvelle émission de 200 millions d'assignats[3].
- 9 novembre : décret contre les émigrés[14] dont le nombre s’est accru après Varennes. L’Assemblée les somme de rentrer en France avant le 1er janvier 1792. Au-delà, l’émigration sera considérée comme un crime assimilé à la conspiration et passible de peine de mort et de confiscation des biens.
- 11 novembre : veto du roi au décret contre les émigrés[14].
- 16 novembre : Jérôme Pétion est élu maire de Paris[14].
- 21 novembre : Lessart, ministre des affaires étrangères après la démission de Montmorin[41].
- 22 novembre : incendie de Port-au-Prince[3].
- 25 novembre : L'Assemblée législative établit un comité de surveillance[3].
- 29 novembre :
  - décret priant le roi, responsable de la diplomatie, de sommer les princes rhénans, qui hébergent les émigrés, de les disperser[35].
  - par le décret contre les prêtres réfractaires, l’Assemblée décide que tous les prêtres doivent prêter serment sous peine de perdre les pensions et traitements qu’ils perçoivent. La loi rend les réfractaires personnellement responsable des troubles religieux. Le roi refuse la sanction de ces décrets le 11 novembre et le 19 décembre[35].

### Décembre
- 3 décembre : Vienne envoie à Paris le conclusum de la Diète de Ratisbonne du 6 août 1791, qui subordonne l’affaire des princes possessionnés à la politique autrichienne. La lettre de Léopold II qui accompagne l'envoi de ce conclusum est interprété par les révolutionnaires comme une rupture diplomatique définitive avec les princes possessionnés[42].
- 6 décembre : Narbonne-Lara est nommé ministre de la guerre[3].
- 9 décembre : Louis XVI met en place un ministère feuillant modéré[14].
- 10 décembre : l'empereur Léopold ratifie le décret de la Diète de Francfort reconnaissant les droits féodaux des princes allemands dans l'Alsace de souveraineté française[43].
- 12 décembre : discours de Robespierre contre la guerre au club des Jacobins[14].
- 14 décembre : Louis XVI demande à l’électeur de Trèves d’expulser les émigrés qui forment des armées sur son territoire avant le 15 janvier 1792[14].
- 17 décembre : nouvelle émission de 200 millions d'assignats[3].